# چرچماجیوره
چرچماجیوره (به ایتالیایی: Cercemaggiore) یک کومونه در ایتالیا است که در استان کامپوباسو واقع شده‌است.

## خصوصیات
چرچماجیوره ۵۶٫۵ کیلومترمربع مساحت و ۴٬۰۵۷ نفر جمعیت دارد.